# فنادق الكبسولة

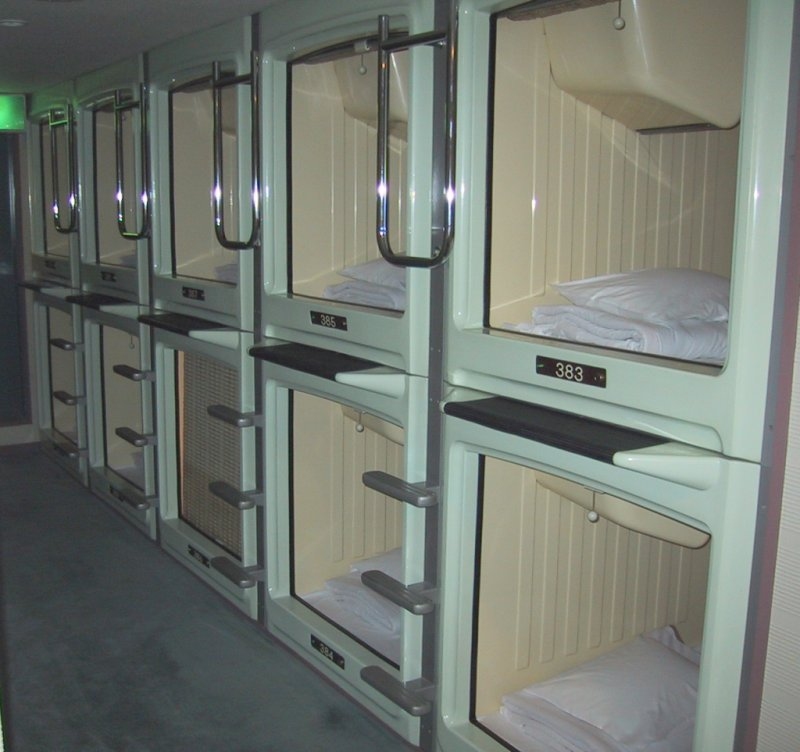
غرف الكبسولات في مدينة أوساكا اليابانية

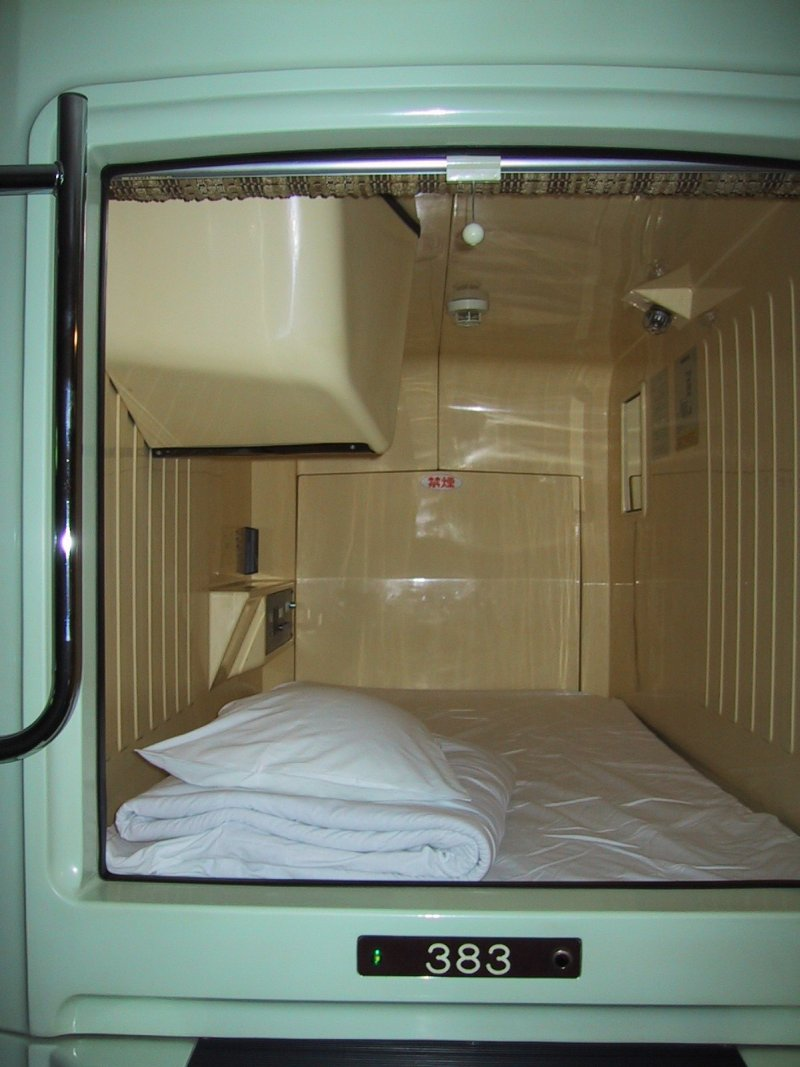
منظر داخلي لكبسولة، لاحظ التلفاز في الركن الأيسر العلوي

فنادق الكبسولة هو مفهوم فريد لنوع من الفنادق، التي تم تطويرها في اليابان، تحتوي على عدد كبير من الغرف الصغيرة للغاية (كبسولة) تهدف إلى توفير سكن رخيص من دون خدمات فندقية تقليدية.
يعتمد هذا المفهوم على تقليل مساحة وحجم الوحدة الفندقية إلى الحد الأدنى بحيث تصبح «الغرفة» عبارة عن كبسولة في جدار مصنوعة من البلاستيك أو الألياف الزجاجية (الفايبرجلاس) بطول متران وعرض متر واحد وارتفاع متر وربع المتر. تضم بعض وسائل الراحة والترفيه مثل جهاز تلفاز، وحدة تحكم إلكترونية، وخدمة الإنترنت اللاسلكية. تتكدس هذه الكبسولات جنباً إلى جنب وحدتين في الأعلى وأخريين في الأسفل، مع درج يتيح الوصول إلى المستوى الثاني. يتم تخزين الأمتعة في خزانة. أما بالنسبة للخصوصية فيتم إسدال ستارة من الداخل وإغلاق الباب في نهاية الكبسولة. يتم أيضا توفير دورات مياه عامة كما أن بعض هذه الفنادق يضم مطعماً (أو على الأقل ماكينات بيع)، مسبح، وعدد من مرافق الترفيه الأخرى.
لقد تم تطوير هذا النمط من الإقامة في الفنادق في اليابان، ولم يكتسب شعبية خارج البلاد، على الرغم من استحداث مفاهيم مشابهة في أوروبا لكن بأحجام أكبر مع حمام خاص في كثير من الأحيان. يطلب من الضيوف عدم التدخين أو تناول الطعام في هذه الكبسولات.
تتراوح فنادق الكبسولة بالأحجام، بعضها يستوعب 50 كبسولة فقط بينما قد يستوعب البعض الآخر أكثر من 700 كبسولة، وتستخدم الكثير منها للرجال فقط. توجد أيضاً فنادق كبسولة مع قسم للذكور وقسم خاص بالإناث. تكمن شعبية هذا النوع من الإقامة بالملاءمة لظروف بعض الأفراد وكذلك بالنسبة للأسعار التي عادة تتراوح ين 2000-4000 ين (25-50 دولار أمريكي) لليلة الواحدة.